# Weltfernmeldetag

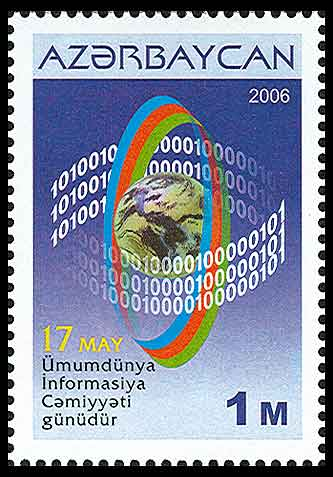
Aserbaidschanische Briefmarke zum Weltfernmeldetag

Der Weltfernmeldetag (en.: World Information Society Day) wurde 1967 durch die Internationale Fernmeldeunion ausgerufen und ist von der UNO als internationaler Gedenktag anerkannt. Der Tag findet, in Anlehnung an das Gründungsdatum der Internationalen Fernmeldeunion ITU im Jahre 1865, jährlich am 17. Mai statt.
Das Fernmeldewesen bezeichnet jeglichen Austausch von Informationen über eine gewisse Distanz hinweg.
Fernmeldewesen ist das zum Fremdwort Telekommunikation gehörende deutsche Wort. Es wird aber seit Mitte der 1990er-Jahre praktisch nur noch bei militärischen Einrichtungen und im Katastrophenschutz verwendet und ist in der Umgangssprache fast völlig verschwunden, da besonders die auf diesem Gebiet tätigen Unternehmen das Wort „Telekommunikation“ verwenden. Im engeren Sinne wird heute Telekommunikation als Datenaustausch unter Verwendung von Elektrotechnik, Elektronik, Funktechnik und anderer neuzeitlicher Übertragungstechnologie verstanden.
Telekommunikationseinrichtungen sind heute ein elementarer Bestandteil der Infrastruktur. Aus diesem Grund ist zur Vermeidung räumlicher Disparitäten ihre Bereitstellung eine Gemeinschaftsaufgabe der Raumentwicklung und damit in der Praxis eine Staatsaufgabe.